# Авит Виенски
Алким Екдиций Авит (на латински: Alcimus Ecdicius Avitus, * ок. 460, † 5 февруари 518, Виен) е архиепископ на Виен в Галия, латински поет и писател, Светия на Римокатолическата църква и православна църква. Той е роднина на Сидоний Аполинарий († 479) и на западноримския император Авит († 457).

## Произход и религиозна дейност
Той произлиза от знатна гало-римска фамилия и последва през 494 г. баща си Хезикхий като епископ на Виен. Става един от най-значимите епископи на Галия. През 517 г. той ръководи свикания от него църковен събор, 1. бургундски концил в Епао. Той се бори с арианството в Бургундия. През 497 г. успява да накара Зигизмунд, синът и наследникът на бургундския крал Гундобад, да стане католик.
Авит пише книгата „De spiritalis historiae gestis“, история на света, от 2552 стиха в хекзаметър, в която за пръв път се въвежда Луцифер. Книгата е важен исторически източник за 499 г. до смъртта му през 518 г. В писмо той поздравява франкския крал Хлодвиг I за кръщението му.

## Произведения
- De spiritalis historiae gestis: De initio mundi, De originali peccato, De sententia Dei, De diluvio mundi, De transitu maris rubri
- De virginitate, стихотворение за сестра му Фускина
- Contra Eutychianam haeresim libri I-II
- Dialogi cum Gundobado rege vel librorum contra Arrianos reliquiae
- 34 Homilien, Predigten (само 3 от тях са запазени)
- Сбирка от писма: 96 писма (81 писма от Авит).

## Издания и преводи
- Rudolf Peiper: Auctores antiquissimi 6,2: Alcimi Ecdicii Aviti Viennensis episcopi Opera quae supersunt. Berlin 1883 (Monumenta Germaniae Historica, Digitalisat Архив на оригинала от 2013-10-29 в Wayback Machine.)
- Documenta Catholica Omnia, De Scriptoribus Ecclesiae Relatis, De Latinis Scriptoribus, 0460 – 0518 Avitus Viennensis Episcopus – Excerpta ex Migne Patrologia Latina
- Danuta Shanzer, Ian N. Wood: Avitus of Vienne. Letters and Selected Prose. Translated Texts for Historians. Liverpool 2002